# Pia Halvorsen
Pia Halvorsen, född 1965 i Norge, är en norsk-svensk skådespelare.
Halvorsen utexaminerades från Teaterhögskolan i Stockholm 1993.
Hon har bland annat medverkat i TV-serierna Skärgårdsdoktorn och Äkta människor. Tillsammans med Karin Weywadt bildade hon 2008 Teater Pika Pika, som 2011 satte upp den franske dramatikern Victor Haïms pjäs Föreställningar på Strindbergs Intima Teater.
Hon har varit sambo med skådespelaren Jacob Nordenson och tillsammans har de två barn.

## Filmografi (urval)
- 1997 – Skärgårdsdoktorn (TV-serie)
- 2001 – Återkomsten (TV-serie)
- 2009 – Wallander – Hämnden
- 2009 – Beck – Levande begravd
- 2012 – Äkta människor (TV-serie)
- 2014 – Stockholm Stories
- 2015 – Gåsmamman (TV-serie)
- 2017 – All inclusive
- 2017 – Valkyrien (TV-serie)
- 2018 – Advokaten (TV-serie)
- 2019 – Revansch (TV-serie)
- 2020 – We Got This (TV-serie)
- 2025 – På fel spår

## Teater

### Roller (ej komplett)
| År   | Roll      | Produktion                  | Regi           | Teater                 |
| ---- | --------- | --------------------------- | -------------- | ---------------------- |
| 1992 | Eva m.fl. | Cheek 2 cheek Jonas Gardell | Claire Wikholm | Stockholms stadsteater |